# Mastinomorphus piceiventris
Mastinomorphus piceiventris är en skalbaggsart som först beskrevs av Maurice Pic 1929.  Mastinomorphus piceiventris ingår i släktet Mastinomorphus och familjen Phengodidae. Inga underarter finns listade i Catalogue of Life.